# Asura feminina
Asura feminina là một loài bướm đêm thuộc phân họ Arctiinae, họ Erebidae.